# أليسونيلا
أليسونيلا (بالإنجليزية: Allisonella)‏ هو جنس من البكتيريا ينتمي إلى شعبة متينات الجدار.

## أصل التسمية
سمي هذا الجنس نسبة إلى م.ج أليسون وهو عالم أمريكي بالاحياء الدقيقة.